# Synagoga w Skarszewach
Synagoga w Skarszewach – synagoga istniejąca w latach 1780–1939, zlokalizowana na rogu dzisiejszych ulic Zduńskiej i Szkolnej. Miejsce nieupamiętnione.
Zbudowana między 1772 a 1780 rokiem z muru pruskiego, dach pokryty ciemnosiwym łupkiem. Według wizytacji w rzymskokatolickiej parafii skarszewskiej z 1780 roku, w grodzie nad Wietcisą zamieszkiwało w tym roku 1325 luteranów, 394 katolików i 150 żydów. W 1939 roku bożnica została rozebrana na rozkaz hitlerowców. 
Warte obejrzenia: zdewastowany cmentarz żydowski nad jeziorem Borówno Wielkie i parę pamiątek po gminie żydowskiej w Skarszewskim Centrum Ekspozycji Historycznych przy ulicy Szkolnej 9. Znajduje się tam również kilkusetletni fragment Tory, sprofanowanej i zastosowanej w okresie hitlerowskim jako membrana bębenka.